# Bulevar de la 27 de Febrero
El Bulevar de la 27 de Febrero, comúnmente llamado Bulevar de la 27 es una vía pública situada en la ciudad de Santo Domingo, República Dominicana.
Esta obra fue inaugurada el 29 de marzo de 1999 y tuvo un costo aproximado de $68 millones de pesos dominicanos. Este paseo peatonal ocupa casi un kilómetro de largo pasando por encima de "El Túnel" ubicado entre las avenidas Abraham Lincoln y Winston Churchill. Diseñado y construido por el arquitecto dominicano Danny Andrés de Jesús Pérez Reynoso, la inauguración de dicha obra contó con la presencia del entonces Presidente Leonel Fernández Reyna, el alcalde Juan de Dios (Johnny) Ventura de Santo Domingo y el ministro de los trabajos públicos Ing. Diandino Peña. El motivo de la creación de semejante construcción está basada en la idea de que este paseo peatonal sea un museo al aire libre para exhibir las obras de arte dominicanas. Cuenta con estafetas comerciales que ofrecen diferentes opciones para el público que allí existe.
Fueron contratados varios de los escultores principales de la nación dominicana, como son: Joaquín Ciprian, Soucy de Pellerano, Said Musa, Bismarck Victoria, Jonnny Bonnelly, Luichy Martínez Richiez y José Ramón Rotellini, para crear las obras de arte originales que son parte del bulevar.
En dicha obra se destaca un reloj de impresionante belleza, tanto en su armonioso diseño. Existen hermosísimos murales diseñados en cerámica e interesantes esculturas. La escultura más destacada allí es la nombrada "De la Ciguapa al Centauro" diseñada por Said Musa.
Pero en años recientes se ha producido un deterioro progresivo de dicha obra, incluso negocios que estaban establecidos ahí han cerrado sus puertas, lo cual deja entre dicho la funcionalidad original de la misma.
- Datos: Q5735410